# 카를오토 아펠

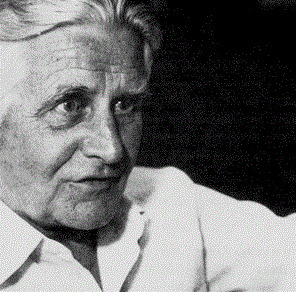

카를오토 아펠(독일어: Karl-Otto Apel, 1922년 3월 15일 ~ 2017년 5월 15일)은 독일의 철학자이다. 언어철학을 전공하여 의사소통 이론가로 간주된다.
뒤셀도르프에서 태어난 아펠은 바이마르 공화국의 정치적 위기 속에서 자랐다. 1940년 그는 졸업반 전체에서 전쟁 자원 봉사자로 일했다. 제2차 세계 대전 후 아펠은 1945년부터 1950년까지 본 대학교에서 공부하였다. 1950년에 그는 마르틴 하이데거에 대한 논문으로 박사 학위를 받았다.
아펠은 1961년 마인츠 대학교에서 강사로 임명되었다. 그는 1962년부터 1969년까지 킬 대학, 1969년부터 1972년까지 자르브뤼켄 대학, 1972년부터 1990년까지 프랑크푸르트에서 정교수로 재직했다. 그는 전 세계 대학에서 수많은 방문 및 객원 교수직을 역임했다.
아펠은 윤리, 언어 철학 및 인간 과학 분야에서 연구했다. 아펠의 작업은 분석적 및 대륙적 철학적 전통, 특히 실용주의와 비판 이론을 결합한다.